# Talowka (Ochotskisches Meer)
Die Talowka (russisch Таловка, im Ober- und Mittellauf Kujul, Куюл) ist ein 458 km langer Zufluss des Penschinabusens am Ochotskischen Meer in Russland.

## Verlauf
Die Talowka entspringt unter dem Namen Kujul in den westlichen Ausläufern des Wetweigebirges (Wetweiski chrebet), das wiederum den südwestlichsten Teil des Korjakengebirges darstellt, im äußersten Nordwesten der Halbinsel Kamtschatka. Sie wendet sich bald in nordöstliche Richtung und durchfließt auf etwa 300 Flusskilometern stark mäandrierend die breite, sumpfige und seenreiche Niederung Parapolski dol, die das Wetweigebirge im Südosten vom Penschinagebirge (Penschinski chrebet, auf diesem Abschnitt auch Talowkaberge, Talowskije gory genannt) im Nordwesten trennt. Datei durchfließt sie nach etwa 50 km den 43,8 km² großen Talowskoje-See. Ab dem See, oder auch erst ab der Einmündung des größten Nebenflusses Enytschawajam von rechts (Nordosten), 151 km oberhalb seiner Mündung, wird der Fluss Talowka genannt. Bei der Einmündung des Enytschawajam wendet sich die Talowka abrupt nach Westnordwesten, durchbricht in einem relativ engen Tal in weiten Bögen auf einer Höhe von etwa 30 m das in diesem Bereich bis über 800 m hohe Penschinagebirge und fließt dann in nördlicher Richtung bis zu ihrer Mündung in den Penschinabusen. Die über 2 km breite Trichtermündung schließt unmittelbar südlich an die fast 5 km breite Trichtermündung der Penschina an. Der Unterlauf des Flusses steht unter starkem Gezeiteneinfluss: der Tidenhub beträgt dort im Mittel 9 Meter.

## Hydrologie
Das Einzugsgebiet des Flusses umfasst 24.100 km². Der mittlere Abfluss beträgt 240 m³/s. Die bedeutendsten Nebenflüsse sind von rechts Unneiwajam (Länge 161 km),
Imlan (129 km) und Enytschawajam (311 km) sowie von links der Ainyn (92 km).
Von Ende Oktober/Anfang November bis Mai friert der Fluss gewöhnlich zu. Die Talowka durchfließt ein äußerst dünn besiedeltes Gebiet im Rajon Penschinski der Region Kamtschatka ohne Ortschaften direkt am Fluss und Infrastruktur. Unweit der Mündung, am nördlichen Ufer der Penschina, befindet sich als nächstgelegener Ort das Dorf Manily. Das Dorf Talowka liegt am linken Ufer des Enytschawajam gut 40 km nordöstlich von dessen Mündung in die Talowka.

## Fischfauna
Die Talowka ist ein Laichgewässer für Lachsfische. Im Flusssystem kommen u. a. folgende Fischarten vor: Hecht, Hipomesus olidus, Arktischer Stint (Osmerus mordax dentex), Coregonus anaulorum, Große Bodenrenke (Coregonus nasus), Coregonus sardinella, Coregonus subautumnalis, Prosopium cylindraceum, Thymallus mertensii, Buckellachs, Ketalachs, Silberlachs, Dolly-Varden-Forelle, Japan-Saibling, Salvelinus levanidovi und Quappe.

## Naturschutz
Ein Teil der Niederung Parapolski dol und der angrenzenden Berge, darunter der Flusslauf des Kujul von seiner Quelle bis etwa 50 km unterhalb des Talowskoje-Sees, steht seit 1995 als Teil des Korjakischen Naturreservates als für die Region typisches Waldtundragebiet unter Naturschutz. Die gesamte Niederung mit dem Ober- und Mittellauf der Talowka (Kujul) und dem Unterlauf des Enytschawajam ist als bedeutendes Durchzugsgebiet für Wasservögel gemäß der Ramsar-Konvention ausgewiesen.